# Vasile Olariu
Vasile Olariu (ur. 6 lipca 1987 w Sânnicolau Mare, Rumunia) – rumuński piłkarz, grający na pozycji pomocnika.

## Kariera piłkarska

### Kariera klubowa
W 2004 rozpoczął karierę piłkarską w klubie CS Calor Timișoara. Potem sezon bronił barw Unirea Sânnicolau Mare oraz dwa sezony Prefab 05 Modelu. W 2008 przeszedł do Chimia Râmnicu Vâlcea, skąd przeniósł się do FC Victoria Brăneşti. 31 sierpnia 2011 został wypożyczony do FK Ołeksandrija, ale rozegrał tylko 1 mecz w Pucharze Ukrainy i po zakończeniu rundy jesiennej powrócił do rumuńskiego klubu.

### Kariera reprezentacyjna
W 2010 debiutował w reprezentacji Rumunii U-23. Łącznie rozegrał 2 mecze.